# Анидо, Мария Луиза
Мари́я Луи́за Ани́до (исп. María Luisa Anido, полное имя Изабель Мари́я Луи́за Ани́до Гонса́лес — Isabel María Luisa Anido González; 26 января 1907, Морон, близ Буэнос-Айреса, Аргентина — 4 июня 1996, Таррагона, Испания) — аргентинская классическая гитаристка и композитор.

## Биография
Мария Луиза Анидо родилась 26 января 1907 года в Мороне, в провинции Буэнос-Айрес, Аргентина. Она была четвёртой дочерью Хуана Карлоса Анидо и Бетильды Гонсалес Риго. Её семья переехала в Буэнос-Айрес, когда она была ещё совсем маленькой. Обучаться игре на гитаре начала с раннего возраста под руководством отца, который издавал журнал, посвящённый этому инструменту. Впоследствии училась у Доминго Прата и Мигеля Льобета, с которым в 1925 году начала выступать в дуэте. В 1927 году Анидо написала свою первую пьесу «Barcarola». Анидо много гастролировала по странам Латинской Америки, а в послевоенное время — также и в Европе. Первый её концерт в Лондоне в 1952 году имел большой успех у публики, затем последовали триумфальные выступления гитаристки в других странах. В мае 1956 года состоялись первые гастроли Анидо в СССР (в Концертном зале имени Чайковского), а в 1957 году Апрелевским заводом выпущено две пластинки с её записями (8", Д—004050-1 и Д—004052-3). В дальнейшем она ещё неоднократно приезжала в Советский Союз (1962, 1966, 1967, 1980), делилась творческим опытом с советскими гитаристами на многочисленных мастер-классах.
В течение многих лет Анидо была профессором Национальной консерватории Буэнос-Айреса, преподавала также на Кубе по приглашению правительства .
К середине 1980-х она снова жила недалеко от Барселоны и умерла в Таррагоне.

## Творчество
Анидо — одна из наиболее ярких исполнительниц на классической гитаре в XX веке. Её репертуар был весьма обширен и охватывал произведения от эпохи Ренессанса до современных ей композиторов. Большое внимание гитаристка уделяла музыке романтических композиторов, таких как Франсиско Таррега и Исаак Альбенис. Исполнение Анидо отличали выразительность и эмоциональность, яркая фразировка и тонкое чувство стиля. Анидо также является автором ряда переложений и оригинальных сочинений для гитары, основанных на народных мелодиях Северной и Южной Америки — «Танец индейцев Северной Америки», «Аргентинская мелодия», «Песня пампы» и др.

## Дискография[2]
- 1955: Испанский концерт  для гитары (Capitol Records P18014);
- 1971: Мария Луиза Анидо (Victor SMK -7705);
- 1972: Grande Dame De La Guitare  (Erato STU 70722) [3].